# أوسكار هاغبيرغ
أوسكار هاغبيرغ (بالإنجليزية: Oscar Hagberg)‏ هو لاعب كرة قدم أمريكية وضابط أمريكي، ولد في 18 ديسمبر 1908 في شارلوروا ‏ في الولايات المتحدة، وتوفي في 2 أغسطس 1992 في ليكسينغتون في الولايات المتحدة.